# Zlatník
Zlatník es un municipio del distrito de Vranov nad Topľou en la región de Prešov, Eslovaquia, con una población estimada a final del año 2024 de 70 habitantes.
Se encuentra ubicado en el centro-sur de la región, cerca del río Topľa (cuenca hidrográfica del río Tisza) y de la frontera con la región de Košice.

## Demografía
| Año        | 1994 | 2004     | 2014    | 2024     |
| ---------- | ---- | -------- | ------- | -------- |
| Población  | 86   | 76       | 79      | 70       |
| Diferencia |      | −11,62 % | +3,94 % | −11,39 % |

| Año        | 2023 | 2024    |
| ---------- | ---- | ------- |
| Población  | 72   | 70      |
| Diferencia |      | −2,77 % |